# Neuenkirchen (Land Hadeln)
Pour les articles homonymes, voir Neuenkirchen.
Neuenkirchen (en bas allemand : Neenkarken) est une municipalité de la Samtgemeinde pays de Hadeln en Basse-Saxe (Niedersachsen) appartenant à l'arrondissement de Cuxhaven.

## Jumelage
Neuenkirchen est jumelée avec la commune bretonne de Saint-Broladre :
- Saint-Broladre (France) depuis 1994.